# The Mystery of the Hemingway Papers
Lupin III: The Mystery of the Hemingway Papers (Rupan sansei: Hemingway paper no nazo) är en Japansk animerad äventyrsfilm från 1990 med regi av Osamu Dezaki

## Handling
Gentlemannatjuven och kvinnokarlen Lupin III ger sig ut på jakt efter ett antal mycket värdefulla dokument tillhörande den berömde författaren Ernest Hemingway. Äventyret för Lupin till ön Calcutta där ett blodigt inbördeskrig håller på att utkämpas och båda sidor vill lägga vantarna på dokumenten.

## Om Filmen
Lupin III: The Mystery of the Hemingway Papers är baserad Monkey Punchs manga och är den sjätte filmen i Lupin III serien.
Detta är också den tredje filmen i serien som inte gått på Bio utan endast på TV
Filmen och dess två uppföljare var alla regisserade av Osamu Dezaki som är en mycket känd regissör inom anime

## Rollista (Japanska)
| Karaktär                    | Röst              |
| --------------------------- | ----------------- |
| Arsène Lupin III            | Yasuo Yamada      |
| Daisuke Jigen               | Kiyoshi Kobayashi |
| Goemon Ishikawa XIII        | Makio Inoue       |
| Fujiko Mine                 | Eiko Masuyama     |
| Kommissarie Koichi Zenigata | Gorō Naya         |
| President Carlos            | Osamu Kobayashi   |
| Crazy Mash                  | Fumihiko Tachiki  |
| Ribera                      | Takashi Taniguchi |
| Konsano                     | Kôsei Tomita      |
| Soldat                      | Yôsuke Akimoto    |
| Marusesu                    | Jun Hasumi        |
| Monk                        | Eken Mine         |
| Mengeru                     | Yasuo Muramatsu   |
| Maria                       | Yûko Sasaki       |
| Ropesu                      | Yu Shimaka        |
| Helikopter Pilot            | Mitsuaki Hoshino  |